# Night Eternal
Night Eternal – dziewiąty album studyjny portugalskiej grupy muzycznej Moonspell. Wydawnictwo ukazało się 19 maja 2008 roku nakładem wytwórni muzycznych SPV GmbH i Steamhammer Records. Płyta dotarła do 3. miejsca portugalskiej listy przebojów. Z kolei we Francji album Night Eternal dotarł do 144. miejsca tamtejszej listy przebojów.
Przedprodukcja oraz aranżacje kompozycji wykonano w Inferno Studios w Portugalii w listopadzie 2007 roku. Partie instrumentów klawiszowych, sampli oraz chóru zostały nagrane również w Inferno Studios pomiędzy listopadem a grudniem 2007 roku. Pozostałe nagrania zostały zarejestrowane w Antfarm Studios w Aarhus w Danii w styczniu 2008 roku.
Gościnnie w utworze pt. "Scorpion Flower" zaśpiewała była wokalistka grupy The Gathering – Anneke van Giersbergen. W ramach promocji albumu został zrealizowany teledysk do utworu "Night Eternal" w reżyserii Ivana Colica.

## Lista utworów
Opracowano na podstawie materiału źródłowego.
1. "At Tragic Heights" – 06:51
2. "Night Eternal" – 04:09
3. "Shadow Sun" – 04:24
4. "Scorpion Flower" ft. Anneke van Giersbergen – 04:33
5. "Moon in Mercury" – 04:22
6. "Hers is the Twilight" – 04:53
7. "Dreamless (Lucifer and Lilith)" – 05:16
8. "Spring of Rage" – 04:04
9. "First Light" – 05:43

| Limited Edition |
| --- |
| 1. "At Tragic Heights" – 06:51 2. "Night Eternal" – 04:09 3. "Shadow Sun" – 04:24 4. "Scorpion Flower" ft. Anneke van Giersbergen – 04:33 5. "Moon in Mercury" – 04:22 6. "Hers is the Twilight" – 04:53 7. "Dreamless (Lucifer and Lilith)" – 05:16 8. "Spring of Rage" – 04:04 9. "First Light" – 05:43 10. "Age Of Mothers" – 5:42 11. "Scorpion Flower (Dark Lush Cut)" by Orchestra Mortua – 4:36 12. "Scorpion Flower (The Feeble Cut)" by [F.E.V.E.R] – 3:57 |

| Bonus DVD |
| --- |
| Live At The Wacken Open Air 2007 1. "Finisterra" 2. "Memento Mori" 3. "Blood Tells" Teledyski 1. "Finisterra" 2. "Finisterra" (Making Of) 3. "Luna" |

| 2 x Vinyl Edition |
| --- |
| Strona A 1. "At Tragic Heights" – 06:51 2. "Night Eternal" – 04:09 3. "Shadow Sun" – 04:24 Strona B 1. "Scorpion Flower" ft. Anneke van Giersbergen – 04:33 2. "Moon in Mercury" – 04:22 3. "Hers is the Twilight" – 04:53 Strona C 1. "Dreamless (Lucifer and Lilith)" – 05:16 2. "Spring of Rage" – 04:04 3. "First Light" – 05:43 Strona D 1. "Age Of Mothers" – 5:42 2. "Scorpion Flower (Dark Lush Cut)" by Orchestra Mortua – 4:36 3. "Scorpion Flower (The Feeble Cut)" by [F.E.V.E.R] – 3:57 |

## Twórcy
Opracowano na podstawie materiału źródłowego.
| - Fernando Ribeiro – wokal prowadzący, słowa, producent wykonawczy - Ricardo Amorim – gitara rytmiczna, gitara prowadząca - Pedro Paixão – realizacja nagrań, gitara rytmiczna, gitara prowadząca, instrumenty klawiszowe, sample - Mike Gaspar – perkusja - Niclas Etelävuori – sesyjnie gitara basowa - Anneke van Giersbergen – gościnnie wokal - Carmen Simões – wokal wspierający - Sophia Vieira – wokal wspierający | - Patricia Andrade – wokal wspierający - The Crystal Mountain Singers – partie chóru - Waldemar Sorychta – produkcja muzyczna, aranżacje - Tue Madsen – realizacja nagrań, inżynieria dźwięku, miksowanie, mastering - Jorge Pina – realizacja nagrań - Jacob Olsen – inżynieria dźwięku - Seth Siro Anton – okładka, oprawa graficzna - Adriano Esteves – logo - Edgar Keats – zdjęcia - Natalie Shau – modelka |